# Bosc Comunal d'Oceja
El Bosc Comunal d'Oceja (oficialment en francès Forêt communale d'Osséja) és un bosc del terme comunal d'Oceja, a la comarca de l'Alta Cerdanya, de la Catalunya del Nord.
El bosc, de 10,75 km² està situat en el sector sud del terme comunal, en el seu sector més gran, i a l'est del poble d'Oceja en el sector minoritari.
El bosc està sotmès a una explotació gestionada per la comuna d'Oceja, atès que es bosc és propietat comunal. Té el codi F16290N dins de l'ONF (Office national des forêts).